# ABC-transport
Atp Binding Cassette transport of ABC-transport is een vorm van actief transport waarbij ATP verbruikt wordt om een variëteit aan substraten zoals aminozuren, peptiden, eiwitten, metaalionen of lipiden door een membraan te loodsen. Meestal betreft het daarbij de plasmamembraan, maar dit proces vindt ook plaats in het endoplasmatisch reticulum, mitochondria en lysosomen.